# Championnat du monde de vitesse moto 1961
Navigation
Édition précédente Édition suivante
Le Championnat du monde de vitesse moto 1961 est la treizième saison de vitesse moto organisée par la FIM.

Ce championnat comporte onze courses de Grand Prix, pour quatre catégories : 500 cm3, 350 cm3, 250 cm3 et 125 cm3, et s'exporte pour la première fois hors-Europe.

## Attribution des points
Les points du championnat sont attribués aux six premiers de chaque course :
- Premier : 8 points
- Second : 6 points
- Troisième : 4 points
- Quatrième : 3 points
- Cinquième : 2 points
- Sixième : 1 point

## Grands Prix
| N° | Course                            | Lieu             | Vainqueur 125 cm³   | Vainqueur 250 cm³   | Vainqueur 350 cm³ | Vainqueur 500 cm³ | Résultat |
| -- | --------------------------------- | ---------------- | ------------------- | ------------------- | ----------------- | ----------------- | -------- |
| 1  | Grand Prix d'Espagne              | Montjuïc         | Tom Phillis         | Gary Hocking        |                   |                   | Résultat |
| 2  | Grand Prix d'Allemagne de l'Ouest | Hockenheim       | Ernst Degner        | Kunimitsu Takahashi | Frantisek Stastny | Gary Hocking      | Résultat |
| 3  | Grand Prix de France              | Clermont-Ferrand | Tom Phillis         | Tom Phillis         |                   | Gary Hocking      | Résultat |
| 4  | Tourist Trophy                    | Île de Man       | Mike Hailwood       | Mike Hailwood       | Phil Read         | Mike Hailwood     | Résultat |
| 5  | Grand Prix des Pays-Bas           | Assen            | Tom Phillis         | Mike Hailwood       | Gary Hocking      | Gary Hocking      | Résultat |
| 6  | Grand Prix de Belgique            | Spa              | Luigi Taveri        | Jim Redman          |                   | Gary Hocking      | Résultat |
| 7  | Grand Prix d'Allemagne de l'Est   | Solitude         | Ernst Degner        | Mike Hailwood       | Gary Hocking      | Gary Hocking      | Résultat |
| 8  | Grand Prix d'Ulster               | Dundrod          | Kunimitsu Takahashi | Bob McIntyre        | Gary Hocking      | Gary Hocking      | Résultat |
| 9  | Grand Prix des Nations            | Monza            | Ernst Degner        | Jim Redman          | Gary Hocking      | Mike Hailwood     | Résultat |
| 10 | Grand Prix de Suède               | Kristianstad     | Luigi Taveri        | Mike Hailwood       | Frantisek Stastny | Gary Hocking      | Résultat |
| 11 | Grand Prix d'Argentine            | Buenos Aires     | Tom Phillis         | Tom Phillis         |                   | Jorge Kissling    | Résultat |

## Résultats de la saison

### Championnat 1961 catégorie 500 cm³
| Clas. | Pilote               | Pays                                    | Constructeur       | Points | Victoires |
| ----- | -------------------- | --------------------------------------- | ------------------ | ------ | --------- |
| 1     | Gary Hocking         | Fédération de Rhodésie et du Nyassaland | MV Agusta          | 48     | 7         |
| 2     | Mike Hailwood        | Royaume-Uni                             | Norton / MV Agusta | 40     | 2         |
| 3     | Frank Perris         | Royaume-Uni                             | Norton             | 16     | 0         |
| 4     | Bob McIntyre         | Royaume-Uni                             | Norton             | 14     | 0         |
| 5     | Alistair King        | Royaume-Uni                             | Norton             | 13     | 0         |
| 6     | Bert Schneider       | Autriche                                | Norton             | 9      | 0         |
| 7     | Jorge Kissling       | Argentine                               | Matchless          | 8      | 1         |
| 8     | Ron Langston         | Royaume-Uni                             | Matchless          | 7      | 0         |
| 9     | Juan Carlos Salatino | Argentine                               | Norton             | 6      | 0         |
| 10    | Paddy Driver         | Afrique du Sud                          | Norton             | 5      | 0         |
| 11    | Mike Duff            | Canada                                  | Matchless          | 5      | 0         |
| 12    | Hans-Günter Jäger    | Allemagne de l'Ouest                    | BMW                | 4      | 0         |
| =     | Antoine Paba         | France                                  | Norton             | 4      | 0         |
| =     | Tom Phillis          | Australie                               | Norton             | 4      | 0         |
| 15    | Gyula Marsovsky      | Suisse                                  | Norton             | 3      | 0         |
| =     | Phil Read            | Royaume-Uni                             | Norton             | 3      | 0         |
| =     | John Farnsworth      | Royaume-Uni                             | Norton             | 3      | 0         |
| =     | Alberto Pagani       | Italie                                  | Norton             | 3      | 0         |
| =     | Juan Perkins         | Argentine                               | Norton             | 3      | 0         |
| 20    | Jack Findlay         | Australie                               | Norton             | 3      | 0         |
| 21    | Ernst Hiller         | Allemagne de l'Ouest                    | BMW                | 2      | 0         |
| =     | Fritz Messerli       | Suisse                                  | Matchless          | 2      | 0         |
| =     | Peter Chatterton     | Royaume-Uni                             | Norton             | 2      | 0         |
| =     | Eduardo Salatino     | Argentine                               | Norton             | 2      | 0         |
| 25    | Lothar John          | Allemagne de l'Ouest                    | BMW                | 1      | 0         |
| =     | Roland Föll          | Allemagne de l'Ouest                    | Matchless          | 1      | 0         |
| =     | Tony Godfrey         | Royaume-Uni                             | Norton             | 1      | 0         |
| =     | Ron Miles            | Australie                               | Norton             | 1      | 0         |
| =     | Anssi Resko          | Finlande                                | Norton             | 1      | 0         |
| =     | Tom Thorp            | Royaume-Uni                             | Norton             | 1      | 0         |
| =     | Peter Pawson         | Nouvelle-Zélande                        | Norton             | 1      | 0         |
| =     | Horacio Costa        | Uruguay                                 | Norton             | 1      | 0         |

### Championnat 1961 catégorie 350 cm³
| Clas. | Pilote            | Pays                                    | Constructeur | Points | Victoires |
| ----- | ----------------- | --------------------------------------- | ------------ | ------ | --------- |
| 1     | Gary Hocking      | Fédération de Rhodésie et du Nyassaland | MV Agusta    | 32     | 4         |
| 2     | Frantisek Stastny | Tchécoslovaquie                         | Jawa         | 26     | 2         |
| 3     | Gustav Havel      | Tchécoslovaquie                         | Jawa         | 19     | 0         |
| 4     | Phil Read         | Royaume-Uni                             | Norton       | 13     | 1         |
| 5     | Bob McIntyre      | Royaume-Uni                             | Bianchi      | 10     | 0         |
| 6     | Rudi Thalhammer   | Autriche                                | Norton       | 7      | 0         |
| =     | Ralph Rensen      | Royaume-Uni                             | Norton       | 7      | 0         |
| 8     | Alistair King     | Royaume-Uni                             | Bianchi      | 6      | 0         |
| =     | Mike Hailwood     | Royaume-Uni                             | MV Agusta    | 6      | 0         |
| 10    | Ernesto Brambilla | Italie                                  | Bianchi      | 5      | 0         |
| =     | Alan Shepherd     | Royaume-Uni                             | AJS          | 5      | 0         |
| 12    | Tommy Robb        | Royaume-Uni                             | AJS          | 4      | 0         |
| 13    | Derek Minter      | Royaume-Uni                             | Norton       | 3      | 0         |
| 14    | Hans Pesl         | Allemagne de l'Ouest                    | Norton       | 2      | 0         |
| =     | Silvio Grassetti  | Italie                                  | Benelli      | 2      | 0         |
| =     | Ron Langston      | Royaume-Uni                             | AJS          | 2      | 0         |
| 17    | Frank Perris      | Royaume-Uni                             | Norton       | 2      | 0         |
| =     | Mike Duff         | Canada                                  | AJS          | 2      | 0         |
| 19    | Roy Ingram        | Royaume-Uni                             | Norton       | 1      | 0         |
| =     | Bert Schneider    | Autriche                                | Norton       | 1      | 0         |
| =     | Hugh Anderson     | Nouvelle-Zélande                        | Norton       | 1      | 0         |

### Championnat 1961 catégorie 250 cm³
| Clas. | Pilote              | Pays                                    | Constructeur | Points | Victoires |
| ----- | ------------------- | --------------------------------------- | ------------ | ------ | --------- |
| 1     | Mike Hailwood       | Royaume-Uni                             | Honda        | 44     | 4         |
| 2     | Tom Phillis         | Australie                               | Honda        | 38     | 2         |
| 3     | Jim Redman          | Fédération de Rhodésie et du Nyassaland | Honda        | 36     | 2         |
| 4     | Kunimitsu Takahashi | Japon                                   | Honda        | 29     | 1         |
| 5     | Bob McIntyre        | Royaume-Uni                             | Honda        | 14     | 1         |
| 6     | Tarquinio Provini   | Italie                                  | Morini       | 10     | 0         |
| 7     | Silvio Grassetti    | Italie                                  | Benelli      | 10     | 0         |
| 8     | Gary Hocking        | Fédération de Rhodésie et du Nyassaland | MV Agusta    | 8      | 1         |
| 9     | Fumio Ito           | Japon                                   | Yamaha       | 7      | 0         |
| 10    | Luigi Taveri        | Suisse                                  | Honda        | 6      | 0         |
| 11    | Alan Shepherd       | Royaume-Uni                             | MZ           | 6      | 0         |
| =     | Frantisek Stastny   | Tchécoslovaquie                         | Jawa         | 6      | 0         |
| 13    | Ernst Degner        | Allemagne de l'Est                      | MZ           | 3      | 0         |
| =     | Sadao Shimazaki     | Japon                                   | Honda        | 3      | 0         |
| 15    | Hans Fischer        | Allemagne de l'Est                      | MZ           | 3      | 0         |
| 16    | Naomi Taniguchi     | Japon                                   | Honda        | 2      | 0         |
| 17    | Dan Shorey          | Royaume-Uni                             | NSU          | 1      | 0         |
| =     | Yoshikazu Sunako    | Japon                                   | Yamaha       | 1      | 0         |
| =     | Werner Musiol       | Allemagne de l'Est                      | MZ           | 1      | 0         |

### Championnat 1961 catégorie 125 cm³
| Clas. | Pilote              | Pays                                    | Constructeur | Points | Victoires |
| ----- | ------------------- | --------------------------------------- | ------------ | ------ | --------- |
| 1     | Tom Phillis         | Australie                               | Honda        | 44     | 4         |
| 2     | Ernst Degner        | Allemagne de l'Est                      | MZ           | 42     | 3         |
| 3     | Luigi Taveri        | Suisse                                  | Honda        | 29     | 2         |
| 4     | Jim Redman          | Fédération de Rhodésie et du Nyassaland | Honda        | 28     | 0         |
| 5     | Kunimitsu Takahashi | Japon                                   | Honda        | 24     | 1         |
| 6     | Mike Hailwood       | Royaume-Uni                             | EMC / Honda  | 16     | 1         |
| 7     | Alan Shepherd       | Royaume-Uni                             | MZ           | 12     | 0         |
| 8     | Walter Brehme       | Allemagne de l'Est                      | MZ           | 7      | 0         |
| 9     | Teisuke Tanaka      | Japon                                   | Honda        | 6      | 0         |
| 10    | Sadao Shimazaki     | Japon                                   | Honda        | 5      | 0         |
| =     | Werner Musiol       | Allemagne de l'Est                      | MZ           | 5      | 0         |
| 12    | Hans Fischer        | Allemagne de l'Est                      | MZ           | 3      | 0         |
| =     | Phil Read           | Royaume-Uni                             | EMC          | 3      | 0         |
| =     | László Szabó        | Hongrie                                 | MZ           | 3      | 0         |
| 15    | John Grace          | Royaume-Uni                             | Bultaco      | 2      | 0         |
| =     | Ulf Svensson        | Suède                                   | Ducati       | 2      | 0         |
| =     | Naomi Taniguchi     | Japon                                   | Honda        | 2      | 0         |
| 18    | Rex Avery           | Royaume-Uni                             | EMC          | 2      | 0         |
| 19    | Ricardo Quintanilla | Espagne                                 | Bultaco      | 1      | 0         |
| =     | Ralph Rensen        | Royaume-Uni                             | Bultaco      | 1      | 0         |
| =     | Héctor Pochettino   | Argentine                               | Bultaco      | 1      | 0         |